# تپه دارتک ۱و ۲
تپه دار تک ۱و۲ مربوط به هزاره اول قبل از میلاد است و در شهرستان سمنان، روستای رودبارک واقع شده و این اثر در تاریخ ۵ آذر ۱۳۸۰ با شمارهٔ ثبت ۴۴۵۴ به‌عنوان یکی از آثار ملی ایران به ثبت رسیده است.